# Hans Jacob von Scheel
Hans Jacob von Scheel (født 23. august 1714 i København, død 21. januar 1774 i Frederikstad) var en dansk-norsk officer.

## Karriere
Han var søn af generalløjtnant Hans Heinrich von Scheel. Knap 16 år gammel blev han kadet og 3 år senere, nemlig i 1733, fændrik reformé ved fynske hvervede infanteriregiment. I 1734 ansattes han som virkelig fændrik ved generalløjtnant Henrik von Scholtens (fra 1735 kaldet holstenske) hvervede regiment, der med danske auxiliærtropper i tysk tjeneste deltog i felttoget ved Rhinen i Den Polske Arvefølgekrig 1734-35. 1735 blev han sekondløjtnant, 1737 premierløjtnant ved det ene norske hvervede regiment og 1738 kaptajn ved det andet norske hvervede regiment. Efter i 1746 at have erholdt karakter som major af infanteriet udnævntes han 1749 til ingeniørmajor og generalkvartermester-løjtnant ved den norske fortifikationsetat. I 1751 adjungeredes han chefen for denne etat, generalløjtnant Michael von Sundt, og erholdt generalkvartermesters karakter, hvornæst han 1752 afløste Sundt som generalkvartermester og chef for bemeldte fortifikationsetat. Han blev 1753 oberstløjtnant af fortifikationen og 1757 kammerherre. Ved Ingeniørkorpsets oprettelse ved sammendragning af fortifikationsetaterne i Danmark, Norge og Holsten 1763 vedblev han at gøre tjeneste som ingeniørmajor i Norge indtil udgangen af 1765. Samme år var han blevet udnævnt til generalmajor af infanteriet og kommandant i Frederikstad i Norge, hvor han døde 21. januar 1774.

## Ægteskab
Scheel, der fra 1748-60 ejede Frogner ved Christiania, ægtede 28. januar 1745 Catharine Christine Brüggemann (22. august 1725 – 27. marts 1800 i Nyborg), datter af oberstløjtnant Godske Hans Brüggemann til Ulriksholm og Østergård på Fyn (1677-1736) og dennes 2. hustru, Dorothea Hedevig f. Krag (1701-1728). Scheel og Catharina Christine havde 13 børn. Levende efterkommere i slægten i dag er Henrik von Scheel i Schweiz, Joshua von Scheel i Canada og Gabriel von Scheel i Danmark.